# Schneider Kreuznach
Schneider Kreuznach é uma empresa alemã, fundada em 1913 por Joseph Schneider e que atua no desenvolvimento e fabricação de equipamentos ópticos como lentes fotográficas e de cinema, óptica industrial e mecânica de precisão.

## História

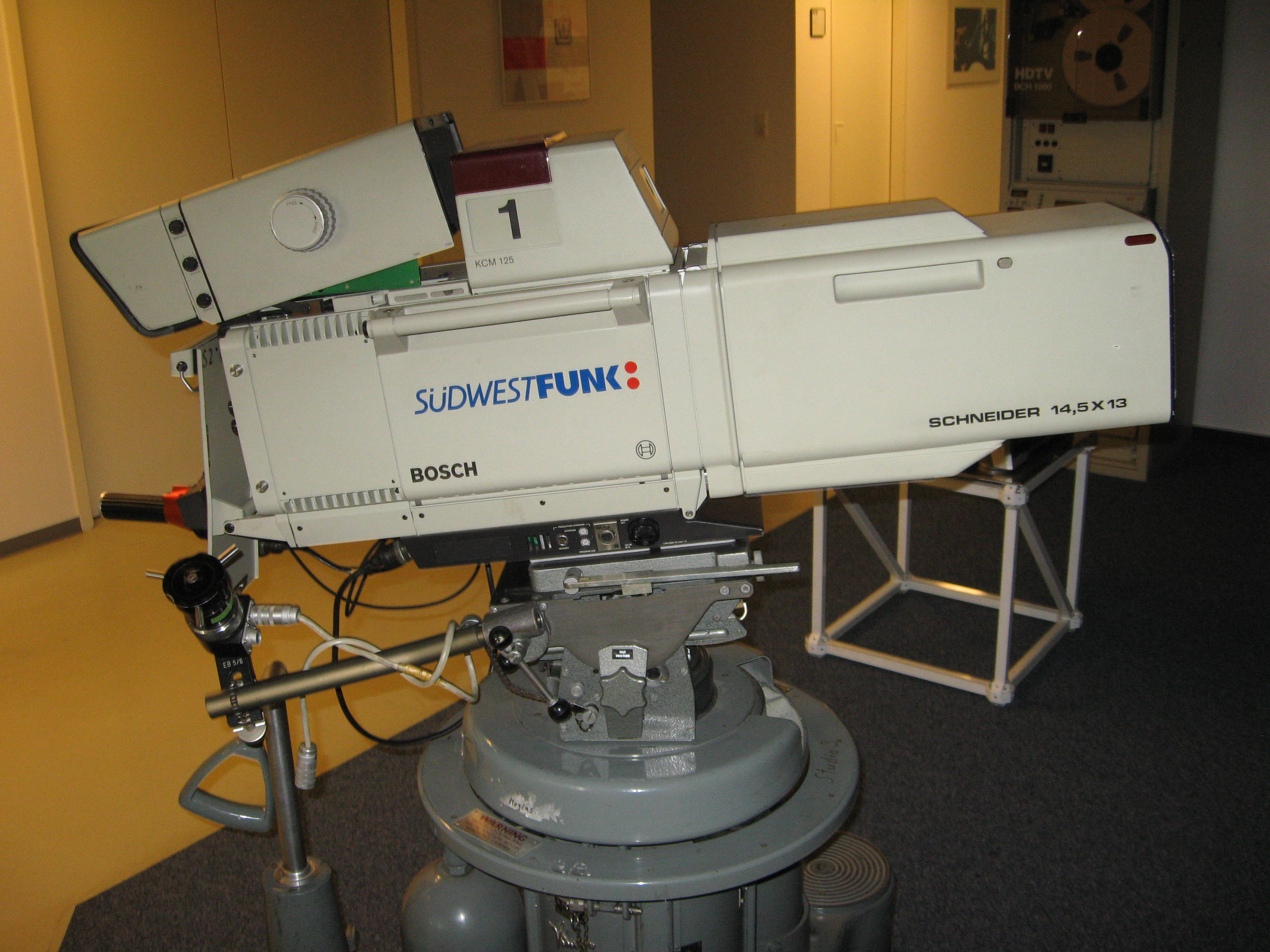
Câmera Bosch com lente produzidas pela Schneider Kreuznach.

Foi fundada em 1913 por Joseph Schneider como "Optische Anstalt Jos. Schneider & Co." na cidade de Bad Kreuznach, poucos tempo depois são criada pela empresas as marcas SYMMAR, COMPONAR e ISCONAR foram registradas e começou a produzir suas primeiras lentes de projeção para cinema.

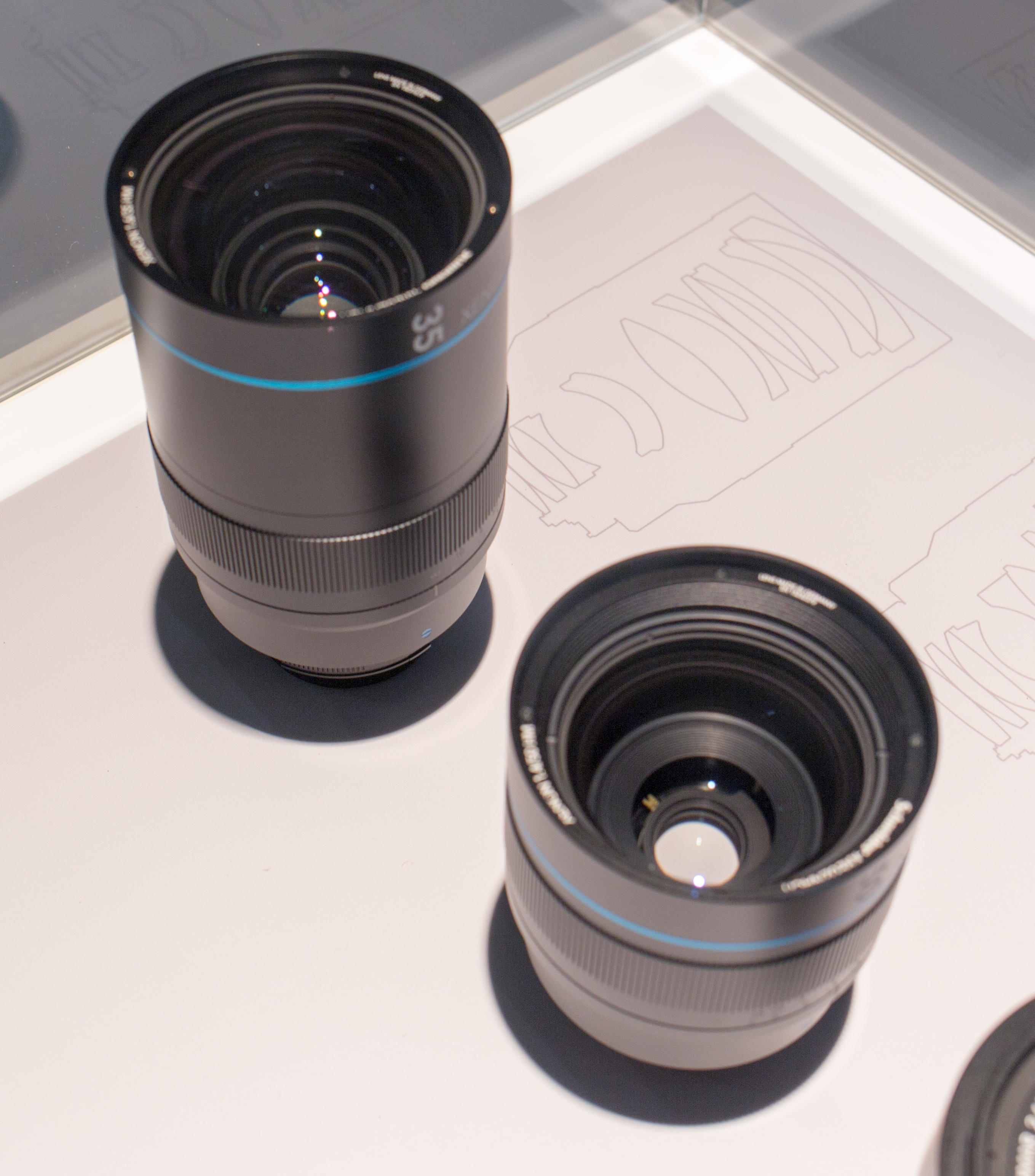
Lentes produzida pela Schneider Kreuznach.

Em 1921, a empresa mudou seu nome para "Jos. Schneider & Co., Optische Werke, Kreuznach", já em 1933 Joseph Schneider, fundador da empresa falece aos 78 anos, em 1937 tem início a construção de uma nova fábrica emm Bad Kreuznach, finalizada em 1939.

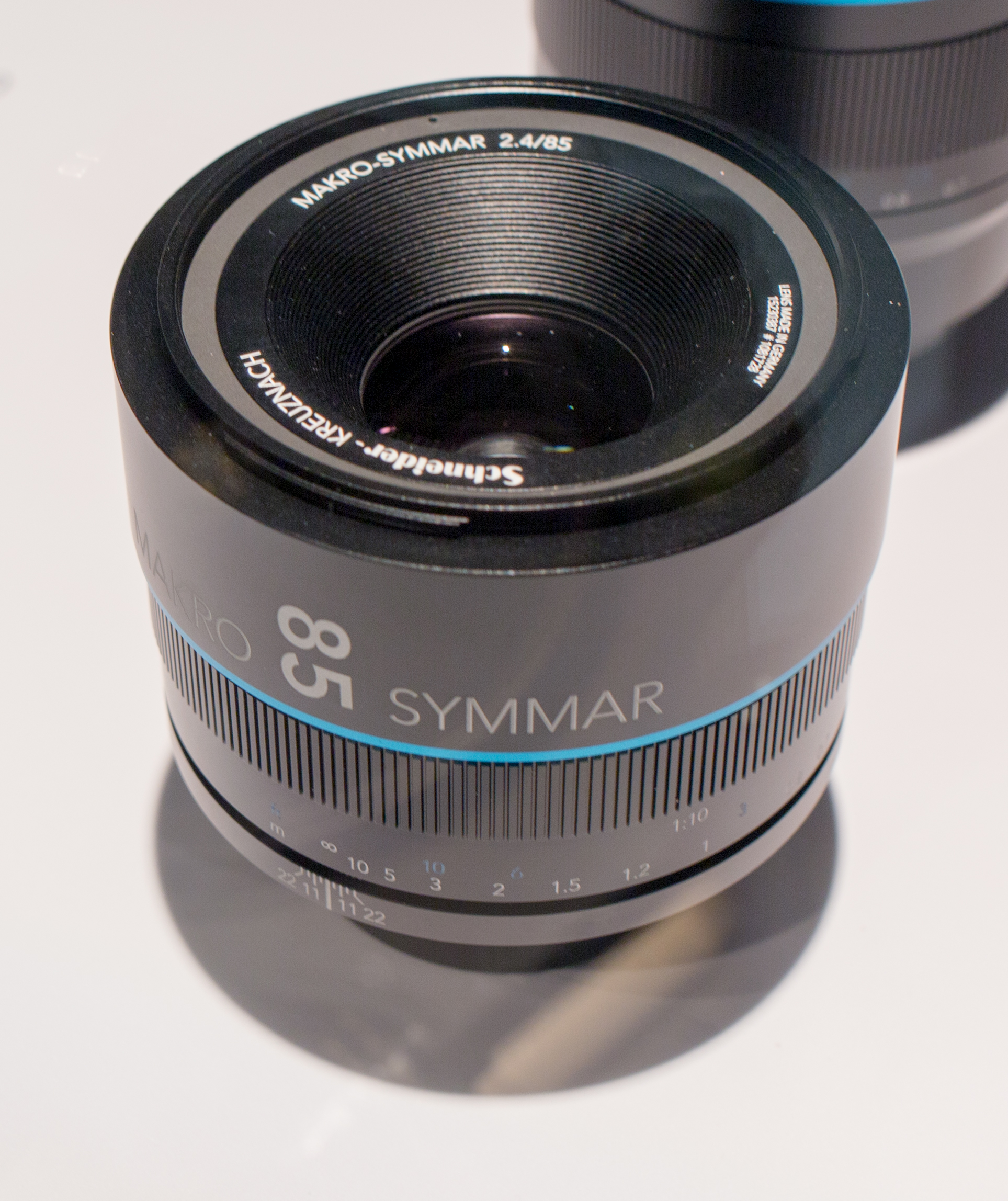
Lente produzida pela Schneider Kreuznach.

A partir da década de 1940, a Schneider-Kreuznach começa a de destaar na indústria cinematográfica, desenvolvendo diversas lentes.
Em 1957 é lançada as lentes de projeção Tele-Xenar e o começo do desenvolvimento de lentes intercambiáveis com abertura de mola para a câmera reflex EXAKTA-Varex, além do início das lentes com foco variável, em 1961 é criada pela Schneider, a "Feinwerktechnik GmbH" para desenvolver e produzir servoválvulas eletro hidráulicas, em 1964 é Lançada a primeira lente zoom com foco fixo da companhia, durante a missão lunar Lunar Orbiter 4 em 1967, é registrada imagens da superfície lunar com a lente Xenotar 2.8/80 mm.
Criação da "Schneider Corporation of America" nos Estados Unidos em 1972, já em 1976 a Schneider-Kreuznach Recebe o Prêmio Técnico da Academia de Artes e Ciências Cinematográficas.
Em 1983, a expansão da linha de produtos com as novas lentes de projeção de cinema da série CINELUX, em 1984 se inicia a produção e distribuição de lentes oftálmicas de silicato e plástico óptico.
Em 1990, a empresa parou o desenvolvimento de lentes para emissoras de televisão, em 1997, houve mudança na gestão e criação da subsidiária PENTACON GmbH Foto- und Feinwerktechnik, em Dresden, em 1998, a empresa passou a se chamar "Jos. Schneider Optische Werke GmbH". Em 2000, adquiriu a "Century Precision Optics" nos Estados Unidos e criou a subsidiária Praktika Ltd., no Reino Unido, ainda no mesmo ano, a empresa ganhou mais dois prêmios da Technical Achievement Awards e inicio da fabricação das lentes de projeção da série SUPER-CINELUX.
No ano de 2007, é criada uma subsidiária na Coreia do Sul chamada Schneider Bando LTD. e em 2008, criação da Schneider Asia Pacific LTD., em Hong Kong e no mesmo ano tem o estabelecimento da Schneider Optical Technologies em Shenzhen, China, em agosto de 2008, a Schneider-Kreuznach adquiriu a companhia alemã ISCO Gruppe Göttingen e que é especializada em óptica especial equipamentos para produções cinematográfias, em 2009 esta empresa passou a operar como Schneider Kreuznach Isco Division GmbH & Co. KG.
No mês de março de 2013, a Schneider Optics, subsidiária americana, recebeu o Technology and Engineering Emmy Award 2012 por desenvolver a tecnologia de filtro IRND (Infrared Neutral Density) para câmeras digitais.